# Comme un cheval fou

Comme un cheval fou (Fresh Horses) est un film américain joué principalement par Molly Ringwald et Andrew McCarthy, réalisé par David Anspaugh et sorti en 1988.

## Synopsis
Matt, un étudiant à Cincinnati, rompt avec sa riche fiancée lorsqu'il tombe amoureux de Jewel, une jeune femme issue d'un milieu modeste, rencontrée à une fête. Celle-ci prétend avoir vingt ans alors qu'elle n'en a que seize et est mariée à un homme violent.

## Fiche technique
- Titre français : Comme un cheval fou
- Titre original : Fresh Horses
- Réalisation : David Anspaugh
- Scénario : Larry Ketron
- Producteur : Richard Berg
- Musique : David Foster et Patrick Williams
- Genre : Comédie dramatique
- Durée : 105 minutes
- Date de sortie : 1988

## Distribution
| Acteurs            | Personnages | Voix françaises  |
| ------------------ | ----------- | ---------------- |
| Molly Ringwald     | Jewel       |                  |
| Andrew McCarthy    | Matt Larkin |                  |
| Patti D'Arbanville | Jean        | Céline Monsarrat |
| Ben Stiller        | Tipton      | Lionel Henry     |
| Leon Russom        | Kyle Larkin |                  |
| Molly Hagan        | Ellen       |                  |
| Viggo Mortensen    | Green       | Luc Bernard      |
| Doug Hutchison     | Sproles     |                  |
| Dan Davis          | Fletcher    |                  |

 Source et légende : version française (VF) sur RS Doublage